# Jocs Olímpics d'Estiu de 1932
Els Jocs Olímpics d'Estiu de 1932, oficialment Jocs Olímpics de la X Olimpíada, es van celebrar a la ciutat de Los Angeles, Califòrnia (Estats Units) entre el 30 de juliol i el 14 d'agost de 1932. Hi van participar 37 comitès nacionals i 13.28 atletes, entre ells 126 dones.

## Antecedents
Els Jocs Olímpics d'Estiu van tornar als Estats Units després de no sortir del vell continent durant 28 anys, no obstant això, l'impressionant viatge fins a la llunyana costa oest i el fet que la "Gran Depressió Econòmica" seguia assotant al país amfitrió i al món, va provocar que es reduís el nombre de països i esportistes participants, especialment d'Europa.
Així de 46 nacions concorrents en l'olimpíada anterior es va descendir a 37 i d'atletes de 3.014 a 1.328. El torneig de futbol va haver de cancel·lar-se per la falta d'equips. El Comitè Olímpic Internacional (COI) va haver de concedir ajuda econòmica als esportistes per al proveiment d'aliment i transport. Aquesta situació va provocar una controvèrsia, fent que el llegendari Paavo Nurmi, nou vegades medallista d'or, se li prohibís participar en els seus quarts jocs a causa del fet que al rebre ajuda en efectiu per al seu viatge hagués deixat de tenir l'estatus d'esportista amateur, la qual cosa era totalment vetat pel COI. El finlandès va reclamar que s'havia gastat molts diners per a viatjar a una competició fins a Alemanya, però l'organisme de totes maneres li va impedir poder elevar el seu impressionant total de medalles daurades a 12.
En la 21a Sessió del Comitè Olímpic Internacional reunida l'abril de 1923 a la ciutat de Roma (Itàlia) s'escollí la ciutat de Los Angeles com a seu dels Jocs Olímpics d'estiu de 1932.

## Comitès participants

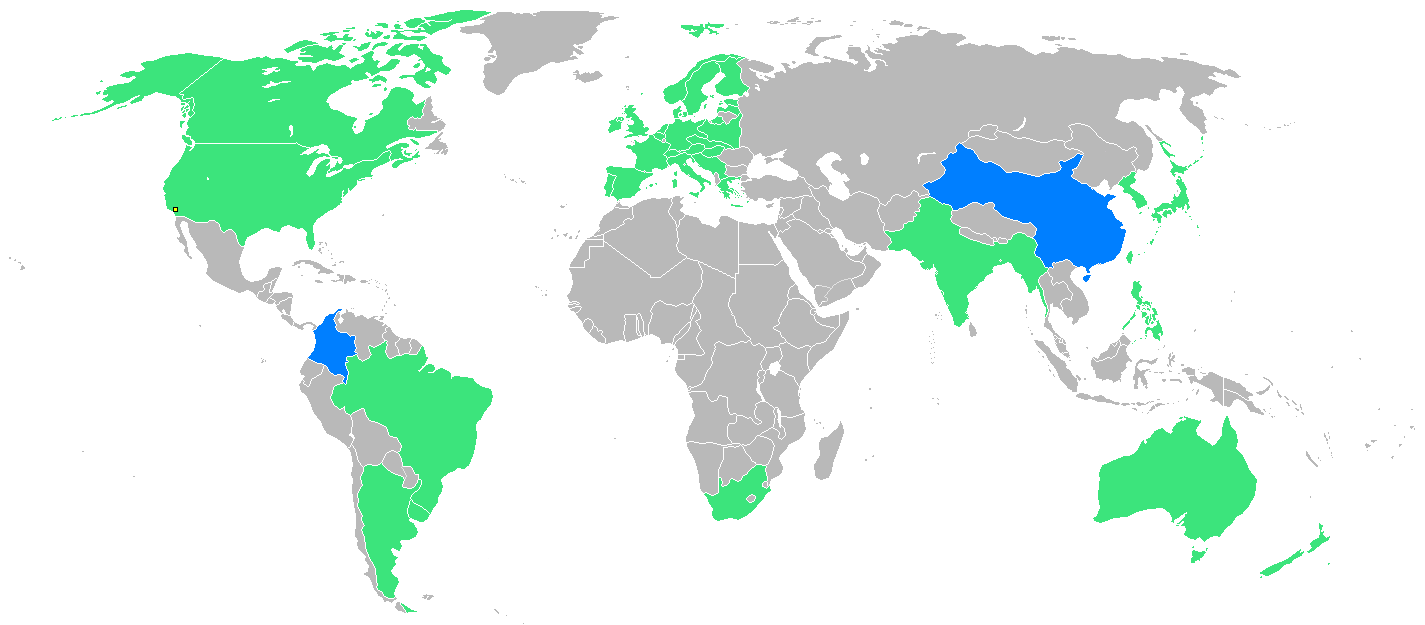
Països participants en els Jocs Olímpics de 1932. Les nacions sombrejades de color blau participaren per primera vegada en aquests jocs.

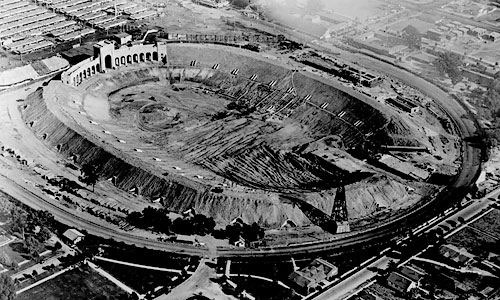
Imatge de l'estadi Los Angeles Memorial Coliseum en construcció l'any 1922.

Participaren en aquesta edició 37 Comitès nacionals, fent-ho per primera vegada els comitès de Colòmbia i de la República de la Xina. Retornà als Jocs el comitè de Brasil i no participaren els comitès de Bulgària, Cuba, Egipte, Lituània, Luxemburg, Malta, Mònaco, Panamà, Rodhèsia, Romania, Turquia i Xile.
| - Alemanya - Argentina - Austràlia - Àustria - Bèlgica - Brasil - Canadà - Colòmbia - Dinamarca - Estats Units - Estònia - Espanya - Filipines - Finlàndia - França - Grècia - Haití - Hongria - Índia | - Irlanda - Itàlia - Iugoslàvia - Japó - Letònia - Mèxic - Nova Zelanda - Noruega - Països Baixos - Polònia - Portugal - Regne Unit - Sud-àfrica - Suècia - Suïssa - Txecoslovàquia - Uruguai - República de la Xina |

## Esports disputats
Es disputaren 16 esports en aquests Jocs, arribant-se a suspendre la competició olímpica de futbol per la falta de presència de seleccions inscrites. S'organitzaren dues competicions de demostració en lacrosse i futbol americà.

## Seus
- Olympic Park - Hípica[2]
  - Los Angeles Memorial Coliseum - Atletisme, Futbol americà, Gimnàstica, Hípica (concurs complet i salts), Hoquei sobre herba, Lacrosse i cerimònies d'obertura/clausura.
  - Swimming Stadium - Natació, Pentaltó modern (natació), Salts i waterpolo
  - 160th Regiment State Armory - Esgrima i Pentatló modern (esgrima)
  - Museum of History, Science, and Art - proves d'art
- Olympic Auditorium - Boxa, Halterofília i Lluita
- Rose Bowl (Pasadena) - Ciclisme (pista)
- Riverside Drive, Griffith Park - Atletisme (marxa atlètica)
- Port de Los Angeles - Vela
- Long Beach Marine Stadium - Rem
- Los Angeles Police Pistol Range - Pentatló mondern (tir olímpic) i Tir Olímpic
- Sunset Fields Golf Club - Pentatló modern (cross)
- Riviera Country Club - Hípica (doma i concurs complet) i Pentatló modern (hípica)
- Los Angeles Avenue, Vineyard Avenue i Pacific Coast Highway - Ciclisme (carretera)
- Westchester - Hípica (concurs complet)

## Fets destacats
L'aportació dels jocs a Califòrnia va ser l'edificació de la primera vila olímpica per a allotjar els atletes, si bé en aquesta s'hi allotjaren els homes, les dones foren hostatjades en un hotel de luxe. A més es va utilitzar per primera vegada la photo finish i el cronometratge automàtic en els esdeveniments de pista de l'atletisme.
Igualment, es va implementar el podi de tres nivells per a les cerimònies de premis i l'hissat de la bandera nacional del guanyador de cada prova.
Al seu torn, per primera vegada al segle xx les competicions es van celebrar en menys de 79 dies en concentrar-se en un calendari de 16 dies, del 30 de juliol al 14 d'agost. Des de llavors, els Jocs Olímpics s'han desenvolupat en períodes entre 15 i 18 jornades.
Al marge del gran absentisme, el nivell competitiu es va elevar al superar-se o empatar-se 18 rècords mundials, a més del fet que l'assistència als esdeveniments esportius també va resultar un esdeveniment, arribant a reunir-se fins a 100.000 persones per a la cerimònia d'inauguració.
L'atleta japonès Kusuo Kitamura, de 14 anys, va guanyar en els 1.500 m de natació lliure i es va convertir en l'atleta més jove a guanyar una medalla d'or. En un gest notable de joc net l'esgrimista britànica Judy Guinness va abandonar les seves esperances d'obtenir una medalla d'or després de fer-los veure als jutges que havia comprovat que la seva adversària Ellen Preis l'havia tocat dues vegades.
La nord-americana Babe Didrikson, de 18 anys, va aconseguir qualificar-se per a les cinc proves femenines d'atletisme però només va ser autoritzada a participar en tres d'elles. D'aquestes, va guanyar en javelina la medalla d'or i va establir un nou rècord mundial en salt d'alçada i en 80 metres.

## Medaller
Deu nacions amb més medalles en els Jocs Olímpics de 1932. País amfitrió ressaltat.
| Jocs Olímpics d'estiu 1932 | Jocs Olímpics d'estiu 1932 | Jocs Olímpics d'estiu 1932 | Jocs Olímpics d'estiu 1932 | Jocs Olímpics d'estiu 1932 | Anells Olímpics |
| Posició                    | País                       | Or                         | Plata                      | Bronze                     | Total           |
| 1                          | Estats Units               | 41                         | 32                         | 30                         | 103             |
| 2                          | Itàlia                     | 12                         | 12                         | 12                         | 36              |
| 3                          | França                     | 10                         | 5                          | 4                          | 19              |
| 4                          | Suècia                     | 9                          | 5                          | 9                          | 23              |
| 5                          | Japó                       | 7                          | 7                          | 4                          | 18              |
| 6                          | Hongria                    | 6                          | 4                          | 5                          | 15              |
| 7                          | Finlàndia                  | 5                          | 8                          | 12                         | 25              |
| 8                          | Regne Unit                 | 4                          | 7                          | 5                          | 16              |
| 9                          | Alemanya                   | 3                          | 12                         | 5                          | 20              |
| 10                         | Austràlia                  | 3                          | 1                          | 1                          | 5               |

### Medallistes més guardonats
Categoria masculina
| Nom               | CON       | Disciplina | Or | Plata | Bronze | Total |
| István Pelle      | Hongria   | Gimnàstica | 2  | 2     | 0      | 4     |
| Giulio Gaudini    | Itàlia    | Esgrima    | 0  | 3     | 1      | 4     |
| Heikki Savolainen | Finlàndia | Gimnàstica | 0  | 1     | 3      | 4     |
| Romeo Neri        | Itàlia    | Gimnàstica | 3  | 0     | 0      | 3     |
| Gustavo Marzi     | Itàlia    | Esgrima    | 1  | 2     | 0      | 3     |
| Alex Wilson       | Canadà    | Atletisme  | 0  | 1     | 2      | 3     |
| Phil Edwards      | Canadà    | Atletisme  | 0  | 0     | 3      | 3     |

Categoria femenina
| Nom                   | CON           | Disciplina | Or | Plata | Bronze | Total |
| Helene Madison        | Estats Units  | Natació    | 3  | 0     | 0      | 3     |
| Babe Didrikson        | Estats Units  | Atletisme  | 2  | 1     | 0      | 3     |
| Georgia Coleman       | Estats Units  | Salts      | 1  | 1     | 0      | 2     |
| Wilhelmina von Bremen | Estats Units  | Atletisme  | 1  | 0     | 1      | 2     |
| Eleanor Saville       | Estats Units  | Natació    | 1  | 0     | 1      | 2     |
| Hilda Strike          | Canadà        | Atletisme  | 0  | 2     | 0      | 2     |
| Willy den Ouden       | Països Baixos | Natació    | 0  | 2     | 0      | 2     |